# Dinarthrum tridigitum
Dinarthrum tridigitum är en nattsländeart som beskrevs av Yang, Wang in Yang, Sun och Wang 1997. Dinarthrum tridigitum ingår i släktet Dinarthrum och familjen kantrörsnattsländor. Inga underarter finns listade i Catalogue of Life.